# Райманово (Єрмекеєвський район)
Райма́ново (рос. Райманово, башк. Райман) — присілок у складі Єрмекеєвського району Башкортостану, Росія. Входить до складу Суккуловської сільської ради.
Населення — 24 особи (2010; 32 в 2002).
Національний склад:
- башкири — 75 %